# Leo Genn
Leo John Genn (født 9. august 1905, død 26. januar 1978) var en britisk teater-, filmskuespiller og barrister.